# クオリス (企業)
クオリス（英語: Qualys, Inc.）とはアメリカ合衆国レッドウッドショアーズに本社を置く企業で中小企業と大企業にクラウドセキュリティやコンプライアンスと関連サービスを提供している。1999年設立で、SaaSモデルを通して脆弱性管理ソリューションをアプリケーションとして初めて提供した企業であり、2013年現在ガートナーは「強く薦められる」サービスだと5度も評価している。
Forbes Global 100の多数含む100カ国以上7,700以上もの顧客を抱えている。また、大手のマネージドサービス提供者やBT、デル・セキュアワークス、富士通、IBM、日本電信電話、シマンテック、ベライゾン、ウィプロといったコンサルティング企業と戦略的提携を締結している。また、クラウドセキュリティアライアンス(CSA)の創設メンバーでもある。

## 歴史
1999年に設立し、2000年12月、クオリスによる脆弱性管理市場初参入商品の1つであるQualysGuardを発売した。2002年には、社内LANの脆弱性や配布されているパッチを自動的に検索するQualysGuard Intranet Scannerを発売した。翌年、インターネット上に接続するネットワークにあるセキュリティホールを識別し図にするウェブ型スキャンツールであるFreeMapを発売した。
2005年、QualysGuardのラインナップを強化、2008年、監査目的のコンプライアンスを文書化するために組織中のITコンプライアンスデータを収集したり、方針へこの情報を図にしたりするためのプラットフォームのグローバルスキャンを強化したQualysGuard Policy Complianceを発売した。また、QualysGuard Web Application Scanning (WAS)というウェブアプリケーションスキャンサービスも開始した。2010年にアメリカ合衆国で開催されたRSA Conferenceではウェブサイト上のマルウェアをスキャンし識別するサービスであるQualysGuard Malware Detection Serviceとセキュリティスキャンをすり抜けたウェブサイト閲覧者を可視化できるQualys SECURE Sealを発表した。
2010年7月、ウェブブラウザとプラグインの脆弱性を調べるサービスであるQualys BrowserCheckを発表した。RSA Conference 2011ではModSecurityの製作者でクオリスの技術取締役のイヴァン・リスティックによるオープンソースのウェブアプリケーションファイアウォールプロジェクトであるIronBeeが発表された。2012年のRSA ConferenceではQualysGuard Cloud PlatformのアップデートとしてIT-GRCのコンプライアンスイニシアチブを自動化したり、提供される対サイバー攻撃用オンライン保護の運用コスト低減や導入しているセキュリティプログラムの効率性向上といった、顧客が自身のITシステムやアプリケーションの改善を支援するための機能が強化されることが発表された。
2012年9月28日、QLYSのティッカーシンボルでNASDAQに上場し8750万ドルを調達した。2014年のRSA Conferenceでは、Amazon EC2やオンプレミスで運用しているウェブサイトの保護や新たな連続モニタリングソリューションや無料の4 Security ControlsサービスをQualyGuard Web Application Firewall (WAF)の通常機能として提供することを発表した。
2014年4月7日にOpenSSLのセキュリティ欠陥であるハートブリードが公表された。次の日、クオリスはQualys SSL LabsとQualysGuard Vulnerability Management (VM)を通してハートブリードを検知できるようにした。9月、Qualys Vulnerability Management (VM)を通してバッシュ・シェルロックを検知できるようになったと発表した。
2015年1月、GHOSTというLinuxのGNU Cライブラリの脆弱性を公表し、Qualys Vulnerability Management (VM)にてパッチを提供することを発表した。

## 受賞
「SC Magazine」は2004年から2014年までの毎年クオリスのセキュリティソフトウェアソリューションに賞を授与していて、2014年に「Best Security Company」を授与している。クオリスのディレクター、フィールドオペレーションのモーリス・ハンプトンはSC Magazineの編集顧問委員に就任した。
2010年、Inc.誌は2006年から2009年までの収益が104%増加させた実績によりクオリスをアメリカ合衆国の最も成長したプライベートカンパニーの5000社の1社に選出した。2012年、「Silicon Valley/San Jose Business Journal」はクオリスをシリコンバレーにある最大手プライベートカンパニーの1社に選出、51社中26位にランク付けした。
2014年11月、Security ReaderによるChoice Awards for Best Risk and Policy Compliance SolutionとBest Application Security ProductとBest Vulnerabilityを受賞した。